# Тімер-Сірма
Тіме́р-Сі́рма (рос. Тимер-Сирма, чув. Тимĕрçырма) — присілок у складі Чебоксарського району Чувашії, Росія. Входить до складу Кшауського сільського поселення.
Населення — 135 осіб (2010; 111 у 2002).
Національний склад:
- чуваші — 100 %